# Desa Dangdeur (administrativ by i Indonesien)
Desa Dangdeur är en administrativ by i Indonesien.   Den ligger i provinsen Jawa Barat, i den västra delen av landet, 70 km öster om huvudstaden Jakarta.